# Круглое (Варашский район)
Круглое (укр. Кругле) — село в Варашской городской общине Варашского района Ровненской области Украины.
Население по переписи 2001 года составляло 313 человек. Почтовый индекс — 34350. Телефонный код — 3634. Код КОАТУУ — 5620881203.